# Straße von Anián

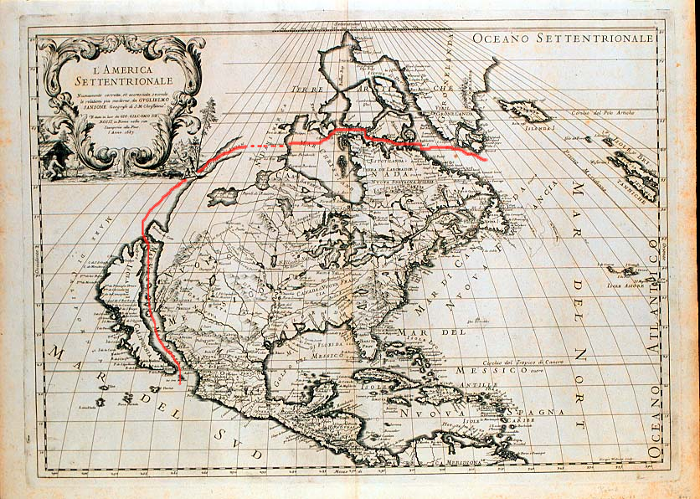
Vermuteter Verlauf der Straße von Anián

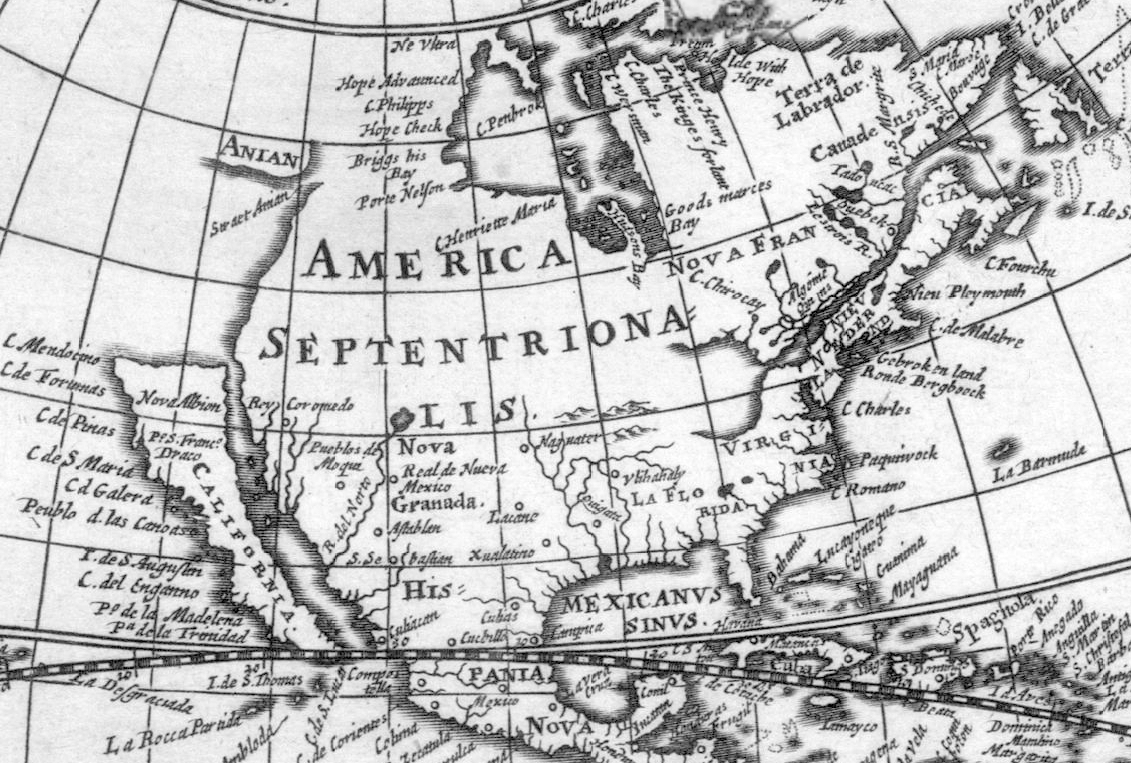
Straße von Anian (oben links). Hugo Allard, 1685

Die Straße von Anián war im 16. Jahrhundert der spanische Name für die Nordwestpassage, die nach dem damaligen Wissensstand der Geographen den Pazifischen Ozean in den gemäßigten bis tropischen Breiten Nordamerikas mit dem Atlantischen Ozean verbinden sollte. Eine spätere Vermutung besagte, eine solche Wasserstraße könnte vom Golf von Kalifornien ausgehend an Niederkalifornien, das man damals irrtümlich für eine dem amerikanischen Kontinent vorgelagerte Insel, die Insel Kalifornien, hielt, vorbei bis in den Sankt-Lorenz-Golf führen. Alle diese Ideen basierten auf der Vorstellung, Amerika sei kein Kontinent, sondern nur ein riesiger Archipel. Die Straße von Anián konnte niemals gefunden werden; heute weiß man, dass kein solcher Wasserweg existiert.
Der Name leitet sich vermutlich von „Ania“ ab, einer chinesischen Provinz, die 1559 in einer Ausgabe von Marco Polos Reisebericht „Il Milione“ erwähnt wurde.
1539 schickte Hernán Cortés den Entdecker Francisco de Ulloa von Acapulco nach Norden entlang der heutigen Baja California, um nach der Straße von Anián zu suchen, die er jedoch nicht fand. 1592 glaubte Juan de Fuca die Nordwest-Passage gefunden zu haben. 
1848 wurde ein Teilstück einer befahrbaren Nordwestpassage durch John Rae entdeckt, im Jahr 1850 erfolgte dann durch Robert McClure die eigentliche Entdeckung und Bestätigung der Existenz eines solchen Meeresweges.
Von 1903 bis 1906 schließlich wurde die heutige Nordwestpassage, die durch die arktischen Inseln Kanadas hindurchführt, durch den Norweger Roald Amundsen erstmals per Schiff durchfahren.